# Ismael Grospe
Ismael Grospe, né le 7 janvier 1999 à Lupao, est un coureur cycliste philippin.

## Biographie
Ismael Grospe se révèle lors de la saison 2018 en terminant neuvième du Tour des Philippines. En 2019, il obtient sa première victoire sur le circuit de l'UCI en s'imposant sur une étape du PRUride PH,. Il remporte également une étape ainsi que le classement de la montagne du Tour de Singkarak. La même année, il se classe deuxième d'une étape du Tour de l'Ijen. Il termine par ailleurs quinzième et meilleur jeune de la Ronda Pilipinas.
En décembre 2021, il se classe septième du Tour de Thaïlande. Il poursuit ensuite sa carrière au sein des équipes 7 Eleven-Road Bike Philippines puis Victoria Sports. Avec cette dernière formation, il participe à ses premières compétitions européennes en 2025.

## Palmarès et résultats

### Par année
- 2018
  -  Champion des Philippines sur route espoirs
- 2019
  -  Champion des Philippines sur route espoirs
  - 1re étape du PRURide Philippines
  - 3e étape du Tour de Singkarak
  - 2e du championnat des Philippines du contre-la-montre espoirs

### Classements mondiaux
| Année                                 | 2018  | 2019  | 2020  | 2021 | 2022 | 2023  |
| ------------------------------------- | ----- | ----- | ----- | ---- | ---- | ----- |
| Classement mondial                    | 2821e | 2119e | 1336e | nc   | nc   | 2971e |
| UCI Asia Tour                         | 717e  | 192e  | 83e   | nc   | nc   | 298e  |
|                                       |       |       |       |      |      |       |
| Légende : nc = non classéSource : UCI |       |       |       |      |      |       |